# Підгорний (Новокузнецький район)
Підго́рний (рос. Подгорный) — селище у складі Новокузнецького району Кемеровської області, Росія. Входить до складу Загорського сільського поселення.

## Населення
Населення — 227 осіб (2010; 283 у 2002).
Національний склад (станом на 2002 рік):
- росіяни — 94 %